# Olle Lisper
Olof 'Olle' Vilhelm Lisper, född 1 februari 1913 i Sala stadsförsamling, Sala,  död 22 augusti 1986 i Skrea församling, Falkenberg
, var en svensk målare. Han var bror till Per Lisper.
Han var son till järnhandlaren Lisper Per Johnson och Svea Ulrika Landquist och från 1949 gift med Anna Stina Matilda Bernhardt. Lisper har huvudsakligen utbildat sig till konstnär genom självstudier. Han ställde ut separat ett flertal gånger i Sala och Falkenberg. Tillsammans med Hans Fagerström ställde han ut i Örebro 1950 och tillsammans med Knut Grane och Stig Trägårdh i Ulricehamn 1952. Han medverkade i Decemberutställningarna på Göteborgs konsthall och Konstfrämjandets vandringsutställning Västsvensk konst samt årligen i Hallands konstförenings höstsalonger sedan 1951. Bland hans offentliga arbeten märks de större väggmålningarna Katten på råttan i Möllevägsskolan och Stenhuggarna i Skrea vid Folkets hus i Falkenberg. Efter att han bosatte sig i Falkenberg kom han i kontakt med det gamla halländska allmogemåleriet och han hämtade en viss inspiration från dessa målningar. Som illustratör har han utfört ett par bokomslag till Walter Dicksons böcker. Lisper är representerad vid Hallands museum, Vänersborgs museum och Kalmar konstmuseum.